# Філіпп Дельріє
Філіпп Дельріє (10 серпня 1959 , Тарб ) — французький фехтувальник на шаблях, срібний призер Олімпійських ігор 1984 року.

## Виступи на Олімпіадах
| Олімпіада         | Дисципліна          | Місце |
| ----------------- | ------------------- | ----- |
| Лос-Анджелес 1984 | командна шабля      | 2     |
| Сеул 1988         | індивідуальна шабля | 4     |
| Сеул 1988         | командна шабля      | 4     |